# Glipostenoda permira
Glipostenoda permira es una especie de coleóptero de la familia Mordellidae.

## Distribución geográfica
Habita en Angola.